# D.C. United Women
El D.C. United Women fue un equipo de fútbol femenino de los Estados Unidos en la ciudad de Washington D. C. Fue fundado en 2011 y jugó hasta 2012 en la W-League del segundo nivel del fútbol femenino de ese país. El equipo fue filar del D.C. United de la Major League Soccer. Fue renombrado desde 2013 por el equipo de Washington Spirit.
Jugó sus partidos como local en  el Maryland SoccerPlex en Boyds, Maryland y cuenta con una capacidad para 4.000 espectadores.

## Historia
El club fue anunciado el día 29 de marzo de 2011, entró siendo parte de varios propietarios de Northern Virginia Majestics, siendo renombrada como Washington Soccer Properties. Fue agregado por la W-League para la temporada 2011, además jugará en la División del Norte de la Conferencia del Este.

### (2011-2012)
En su primera temporada en 2011 de la W-League, jugó 10 partidos en la División del Norte con 5 triunfos, 2 empates, y 3 derrotas finalizando tercero en la división, pero no pudo clasificar la fase final, el total de asistencia de toda la temporada fue de 800 espectadores.
En la temporada 2012 mejoró los resultados terminando primero en la División del Atlántico y en el Este, en la Fase final por el título cayó en semifinales ante el Ottawa Fury Women.